# Bosruckhütte
Die Bosruckhütte ist eine Schutzhütte der Kategorie II der Sektion Spital am Pyhrn des ÖAV. Sie befindet sich in der Gemeinde Spital am Pyhrn nordöstlich des Bosrucks in Oberösterreich, Österreich, und steht auf 1036 m ü. A. Höhe am Weg zum Rohrauer Haus in den Haller Mauern. Dieser Weg ist unter anderem ein Teilstück des Europäischen Fernwanderwegs E4 und des Nordalpenweges.

## Tourenmöglichkeiten
- Die Drei-Hütten-Wanderung vom Parkplatz beim ehemaligen Gasthaus Grünau durch die Dr.-Vogelgesang-Klamm zur Bosruckhütte und über das Rohrauer Haus zur Hofalmhütte. Von dort zurück zum Ausgangspunkt, gesamte Gehzeit ca. 5 Stunden
- Über Arlingsattel nach Ardning oder über das Pyhrgasgatterl nach Hall bei Admont in ca. 3 Stunden

### Zustiege
- Eine asphaltierte Straße führt bis knapp unter die Hütte, vom Parkplatz in ca. 10 Minuten
- vom Parkplatz beim ehemaligen Gasthof Grünau (725 m) durch die Dr.-Vogelgesang-Klamm in ca. 1¼ Stunden
- vom Bahnhof Spital am Pyhrn (650 m) in ca. 2 Stunden

### Gipfelbesteigungen
- Großer Pyhrgas (2244 m) in ca. 3 Stunden
- Scheiblingstein (2197 m) in ca. 3¾ Stunden
- Bosruck (1992 m) über einen Klettersteig der Schwierigkeit A/B, teilweise ausgesetzt

### Übergänge zu Nachbarhütten
- zum Rohrauer Haus (1308 m) in ca. 1 Stunde
- zum Hofalmhütte (1335 m) über das Rohrauer Haus in ca. 1¾ Stunden